# 足鮃
足鮃為輻鰭魚綱鰈形目鰈亞目鮃科的其中一種，為熱帶海水魚，分布於東大西洋區，從茅利塔尼亞至安哥拉，包括地中海海域，棲息深度15-400公尺，體長可達45公分，棲息在沙泥底質底層水域，以小魚及無脊椎動物為食，繁殖期在5至8月，生活習性不明，可做為食用魚及觀賞魚。

## 扩展阅读
維基物種上的相關：足鮃